# 20 ربيع الآخر
- السبت
- الأحد
- الاثنين
- الثلاثاء
- الأربعاء
- الخميس
- الجمعة

- 2528 سبتمبر 2024
- 2629 سبتمبر 2024
- 2730 سبتمبر 2024
- 281 أكتوبر 2024
- 292 أكتوبر 2024
- 303 أكتوبر 2024
- 14 أكتوبر 2024
- 25 أكتوبر 2024
- 36 أكتوبر 2024
- 47 أكتوبر 2024
- 58 أكتوبر 2024
- 69 أكتوبر 2024
- 710 أكتوبر 2024
- 811 أكتوبر 2024
- 912 أكتوبر 2024
- 1013 أكتوبر 2024
- 1114 أكتوبر 2024
- 1215 أكتوبر 2024
- 1316 أكتوبر 2024
- 1417 أكتوبر 2024
- 1518 أكتوبر 2024
- 1619 أكتوبر 2024
- 1720 أكتوبر 2024
- 1821 أكتوبر 2024
- 1922 أكتوبر 2024
- 2023 أكتوبر 2024
- 2124 أكتوبر 2024
- 2225 أكتوبر 2024
- 2326 أكتوبر 2024
- 2427 أكتوبر 2024
- 2528 أكتوبر 2024
- 2629 أكتوبر 2024
- 2730 أكتوبر 2024
- 2831 أكتوبر 2024
- 291 نوفمبر 2024
- 302 نوفمبر 2024
- 13 نوفمبر 2024
- 24 نوفمبر 2024
- 35 نوفمبر 2024
- 46 نوفمبر 2024
- 57 نوفمبر 2024
- 68 نوفمبر 2024

20 ربيع الآخر أو 20 ربيع الثاني أو يوم 20 \ 4 (اليوم العشرون من الشهر الرابع) هو اليوم التاسع بعد المائة (109) من أيَّام السنة (أو العاشر بعد المائة لو كان شهر صفر مُتممًا لليوم الثلاثين) وفق التقويم الهجري القمري (العربي). يبقى بعده 245 أو 246 يومًا لانتهاء السنة.

## أحداث
- 646هـ - مغادرة الملك لويس التاسع فرنسا على رأس الحملة التي عُرفت في التاريخ بالحملة الصليبية السابعة، متجهًا إلى مصر، وقد لقيت الحملة هزيمة كبيرة في معركة المنصورة.
- 718هـ - نشوب معركة ألبيرة على مقربة من غرناطة بين النصارى القشتاليين، والمسلمين بقيادة شيخ الغزاة "أبي سعيد عثمان بن أبي العلاء"، وقد انتصر المسلمون في هذه المعركة انتصارًا حاسمًا.
- 1134هـ - الثوار اليونانيون ضد الدولة العثمانية يعلنون تأسيس اليونان التي تضم المورة وجزر كيكلاد، وجزيرة أغري بوز.
- 1366هـ - الهيئات السياسية في طرابلس الليبية تقوم بحل نفسها وتندمج في هيئة واحدة أطلق عليها "هيئة تحرير ليبيا"، بعد وساطات قادها الأمين العام للجامعة العربية عبد الرحمن عزام.
- 1382هـ - محمد البدر حميد الدين يتولى حكم المملكة المتوكلية اليمنية خلفًا للإمام أحمد بن يحيى.
- 1404هـ - الحكومة المغربية تلغي قرارها برفع الأسعار بعدما تسبب في اندلاع اضطرابات نتج عنها مقتل 400 شخص.
- 1432هـ - تنصيب البطريرك الماروني المنتخب بشارة بطرس الراعي بطريركًا على كرسي أنطاكية وسائر المشرق.
- 1441هـ - المحكمة الخاصة في إسلام آباد تُصدِرُ حُكمًا بالإعدام بحق الرئيس الباكستاني الأسبق برويز مشرف بتهمة الخيانة العظمى.
- 1446هـ - مقتل 5 أشخاص وإصابة 22 آخرين في هجوم مسلح على مقر الشركة التركية للصناعات الجوية والفضائية في أنقرة.

## مواليد
- 1340هـ - محمد رضا، ممثل مصري.
- 1373هـ - سعاد نصر، ممثلة مصرية.
- 1389هـ - جيهان قمري، ممثلة لبنانية.
- 1394هـ - ترانه جوانبخت، كاتبة إيرانية.
- 1397هـ - يوسف الثويني، لاعب كرة قدم كويتي.
- 1402هـ - عامر شفيع، لاعب كرة قدم أردني.
- 1406هـ - عبد الرحمن المسعد، لاعب كرة قدم كويتي.

## وفيات
- 663هـ - هولاكو خان، الإلخان المغولي الأول ومسقط الخلافة العباسية في بغداد.
- 1322هـ - تيودور هرتزل، مؤسس الحركة الصهيونية العالمية.
- 1382هـ - أحمد بن يحيى، إمام المملكة المتوكلية اليمنية.
- 1428هـ - رياض الهمشري، ملحن مصري.
- 1437هـ - فيروز، ممثلة مصرية.
- 1439هـ - مشاري العرادة، منشد كويتي.

## وصلات خارجية
- موقع قصة الإسلام: حدث في شهر ربيع الأوَّل.